# Kufstein Arena
Het Kufstein Arena is een multifunctioneel stadion in Kufstein, een plaats in Oostenrijk. Het stadion heette tussen 1925 en 2009 het Grenzlandstadion. In het stadion is plaats voor 5.000 toeschouwers. Het stadion werd gerenoveerd in 2009. Het stadion wordt vooral gebruikt voor voetbalwedstrijden, de voetbalclub FC Kufstein maakt gebruik van dit stadion. Er zijn ook een aantal interlands gespeeld. 

## Interlands
| Voetbalinterlands | Voetbalinterlands | Voetbalinterlands        | Voetbalinterlands | Voetbalinterlands | Voetbalinterlands |
| №                 | Datum             | Wedstrijd                | Uitslag           | Competitie        | Toeschouwers      |
| ----------------- | ----------------- | ------------------------ | ----------------- | ----------------- | ----------------- |
| 1                 | 30 mei 2010       | Wit-Rusland – Zuid-Korea | 1–0               | Vriendschappelijk | 900               |
| 2                 | 2 juni 2010       | Polen – Servië           | 0–0               | Vriendschappelijk | 2.500             |
| 3                 | 26 mei 2012       | Griekenland – Slovenië   | 1–1               | Vriendschappelijk | 1.000             |
| 4                 | 28 mei 2012       | Estland – Oekraïne       | 0–4               | Vriendschappelijk | 1.200             |
| 5                 | 31 mei 2012       | Armenië – Griekenland    | 0–1               | Vriendschappelijk | 600               |
| 6                 | 26 mei 2014       | Kameroen – Macedonië     | 2–0               | Vriendschappelijk | 1.500             |
| 7                 | 27 mei 2016       | Tsjechië – Malta         | 6–0               | Vriendschappelijk | 1.000             |